# Patlekhet
Patlekhet (nep. पात्लेखेत) – gaun wikas samiti w zachodniej części Nepalu w strefie Dhawalagiri w dystrykcie Myagdi. Według nepalskiego spisu powszechnego z 2001 roku liczył on 399 gospodarstw domowych i 1786 mieszkańców (969 kobiet i 817 mężczyzn).